# سلمان اکبر
سلمان اکبر (انگلیسی: Salman Akbar؛ زادهٔ ۳ ژانویهٔ ۱۹۹۲) بازیکن هاکی روی چمن اهل پاکستان است.